# Astrophysics and Space Science
Astrophysics and Space Science est une revue scientifique bimensuelle d'évaluation par les pairs, couvrant l'astronomie, l'astrophysique, l'astronautique et les aspects astrophysiques de l'astrobiologie. Elle fut créée en 1968 et publiée par Springer Science+Business Media. De 2016 à 2020, les rédacteurs en chef étaient tous deux le professeur Elias Brinks et Jeremy Mould. Depuis 2020, l'unique rédacteur en chef est Elias Brinks. D'autres rédacteurs en chef ont été Zdeněk Kopal (de l'Université de Manchester ; participa à la revue de 1968 à 1993) et Michael A. Dopita (en) (de l'Université nationale australienne ; participa à la revue de 1994 à 2015).

## Résumé et indexation
La revue est résumée et indexée dans les bases de données suivantes :
- InfoTrac (en)
- Academic Search
- Astrophysics Data System
- ProQuest (en)
- Current Contents
- Current Index to Statistics (en)
- EBSCO Information Services
- Compendex
- GeoRef
- Système international d'information nucléaire
- Inspec
- Isis
- Science Citation Index
- Scopus
- SIMBAD
- zbMATH

Selon le Journal Citation Reports, le journal a en 2020 un facteur d'impact de 1,830.